# Mas del Sebrino
El Mas del Sebrino és un conjunt d'edificis del municipi del Molar (Priorat) inclosa en l'Inventari del Patrimoni Arquitectònic de Catalunya.

## Descripció
És un conjunt d'edificis compost per diferents cossos. El principal és de planta quadrada, bastit de maçoneria arrebossada, reforçada als angles i cobert per teulada a dues vessants. Té planta baixa i dos pisos. La façana principal és difícilment practicable a causa de la vegetació i disposa de porta i una finestra a la planta baixa, dues finestres i un rellotge de sol molt malmès. Al primer pis s'obren tres finestrelles al nivell de les golfes. L'entrada s'obre a una paret lateral, amb vuit finestres desigualment repartides.

## Història
L'actual mas del Sebrino fou bastit en la primera meitat del segle xviii, substituint l'antic mas d'en Bas, per Severí Argilaga. La nissaga s'ha perpetuat i encara avui s'exploten algunes parts d'aquella primitiva finca. A principis del segle xix el propietari reclamà totes les parceries i, posteriorment, procedí a parcel·lar les terres de secà, amb la qual cosa el gran predi es reduí i passà a tenir les dimensions actuals. Malgrat que actualment no s'hi viu, hom conserva terres en explotació i hi ha instal·lacions ramaderes en ús.